# Microphysogobio anudarini
Microphysogobio anudarini är en fiskart som beskrevs av Holcík och Pivnicka, 1969. Microphysogobio anudarini ingår i släktet Microphysogobio och familjen karpfiskar. Inga underarter finns listade i Catalogue of Life.